# Mormogystia
Mormogystia is een geslacht van vlinders uit de familie van de Houtboorders (Cossidae). De wetenschappelijke naam en de beschrijving van dit geslacht zijn voor het eerst gepubliceerd in 1990 door Johan Willem Schoorl.
De soorten van dit geslacht komen voor in het Afrotropisch gebied.

## Soorten
- Mormogystia brandstetteri Saldaitis, Ivinskis & Yakovlev, 2011
- Mormogystia equatorialis (Le Cerf, 1933)
- Mormogystia proleuca (Hampson, 1896)
- Mormogystia reibellii (Oberthür, 1876)